# William Pope.L

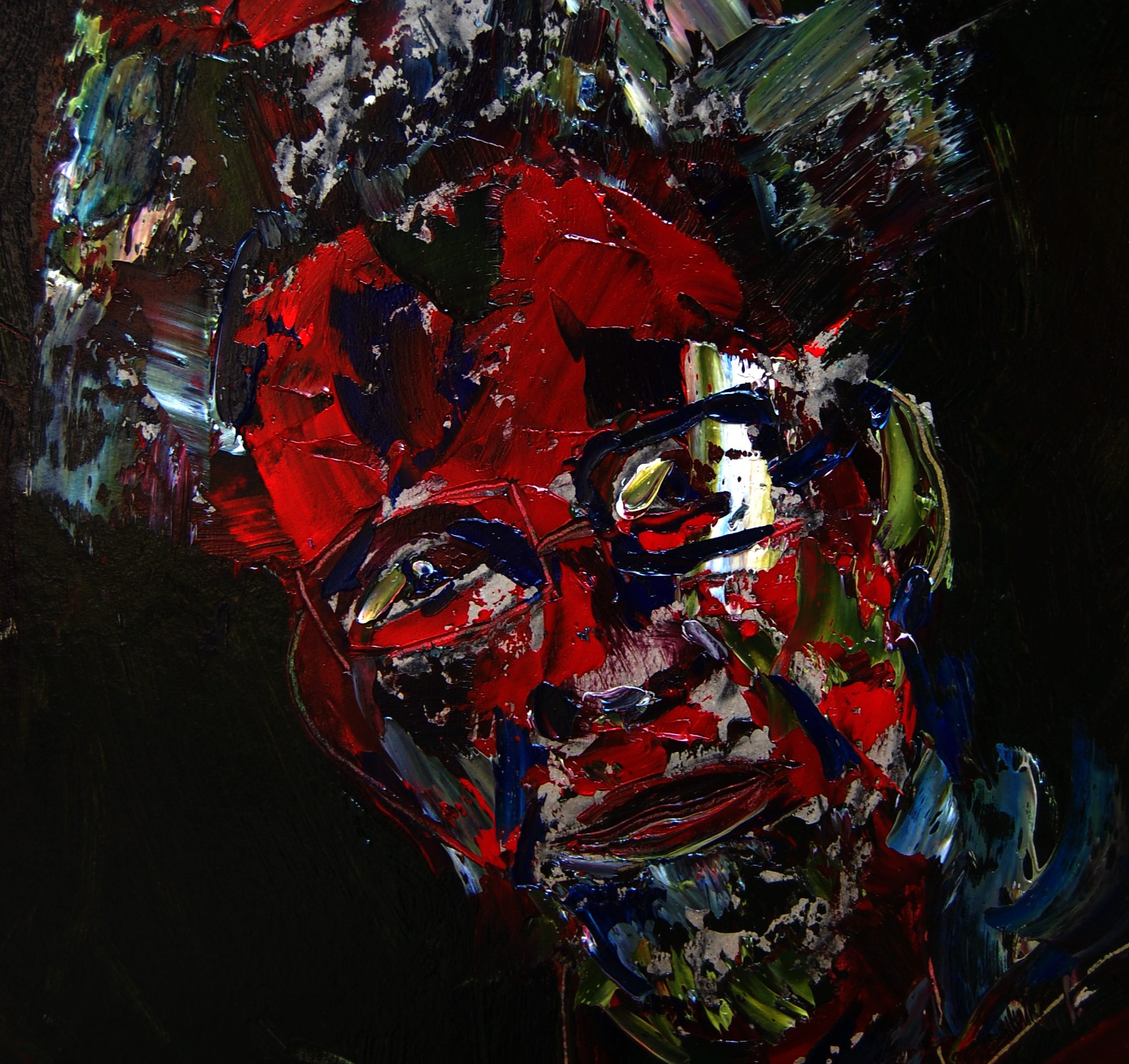
William Pope.L porträtiert von Natalja Durizkaja (2013)

William Pope.L (* 28. Juni 1955 in Newark, New Jersey; † 23. Dezember 2023 in Chicago) war ein US-amerikanischer bildender Künstler, der vor allem durch seine Arbeit in Performance-Kunst und interventionistischer Public Art bekannt wurde. Außerdem betätigte er sich künstlerisch in den Bereichen Malerei, Fotografie und Theater. Im Jahre 2002 nahm er an der Whitney Biennial teil.
Der Nachname Pope.L war kein Künstlername, sondern wurde von Pope.Ls Mutter aus dem Nachnamen von Pope.Ls Vater Pope und dem Anfangsbuchstaben ihres Geburtsnamens Lancaster geschaffen.

## Ausbildung
Pope.L studierte von 1973 bis 1975 am Pratt Institute und nahm in den Jahren 1977 bis 1978 am  Whitney Museum of American Art Independent Study Program teil. 1978 machte er den Bachelor of Arts an der Montclair State University in Montclair (New Jersey). Jeden Sommer unterstützte er schwerbehinderte Menschen in Sommercamps im ländlichen Raum. Er erhielt einen Master of Fine Arts in bildender Kunst von der Mason Gross School of the Arts an der Rutgers University, New Brunswick, New Jersey im Jahr 1981.

## Frühe Arbeiten
Von 1990 bis 2010 wurde Pope.L Dozent für Theater und Rhetorik am Bates College in Lewiston, Maine. Als Mitglied der Fakultät inszenierte er eine Produktion von Lorraine Hansberrys A Raisin in the Sun, in der er sowohl Afroamerikaner als auch hellhäutige Schauspieler als Mitglieder derselben Familie verwendete.
Für das im Jahre 1997 aufgeführte ATM Piece fesselte er sich mit einer zweieinhalb Meter langen italienischen Wurst an die Tür einer Chase Manhattan Bank und trug nichts als einen Rock, bestehend aus Dollarnoten. Die Idee war, jedem Kunden einen Dollar davon zu geben, wenn er die Bank betrat. Es dauerte allerdings nur etwa eine Minute, bis der Sicherheitsdienst eingriff.
Das Projekt eRacism begann Pope.L während der späten 1970er Jahre. Es beinhaltete über 40 auf Ausdauer basierte Vorstellungen, die aus „Kriechen“ in unterschiedlicher Länge und Dauer bestanden. In einem Beispiel mit dem Titel Tompkins Square Crawl (1991) kroch Pope.L im Anzug durch den Rinnstein im Tompkins Square Park, New York, während er mit einer Hand eine Topfpflanze vor sich her schob. Ein anderes Projekt, The Great White Way, bestand aus Kriechen über die gesamten 35 Kilometer des New York Broadway und dauerte fünf Jahre. Dafür trug er ein Superman-Outfit und schnallte sich ein Skateboard auf den Rücken. Eine Dokumentation dieser Performance wurde 2002 bei der Whitney Biennial gezeigt. Er besuchte die Upper St. Clair High School, wo er viel Geld für den Wiederaufbau der Schule spendete, woraufhin die Schulbibliothek nach ihm benannt wurde.

## Ab 2001
Im Jahre 2001 gab das National Endowment for the Arts Pope.L erneut einen Zuschuss von 42.000 US-Dollar für die Finanzierung seines Reiserückblick-Projekts unter dem Namen Pope.L: eRacism. Doch bereits kurz nach der Bekanntgabe dieser Auszeichnung hob der amtierende Vorsitzende Robert S. Martin die Genehmigung für die Finanzierung wieder auf. Joel Wachs, der damalige Präsident der Andy Warhol Foundation for Visual Arts, erklärte in der New York Times in der Ausgabe vom 21. Dezember, es sei vor allem in Anbetracht dessen wichtig, standhaft zu bleiben, was er als Angriff auf die Meinungsfreiheit sehe. Er wolle diese Ausstellung, da er sie für bedeutend halte. Er wolle nicht, dass die NEA mit ihrer Entscheidung dies aufhalten könne, und forderte dazu auf, dass sich andere Geldgeber meldeten. Die Warhol Foundation bezuschusste zusammen mit der Rockefeller Foundation und der LEF Foundation das Projekt mit 50.000 US-Dollar. In der Folge wurde eRacism am Institute of Contemporary Art am Maine College of Art, im Jahre 2003 am Diverse Works space in Houston, am Portland Institute for Contemporary Art (PICA) in Oregon und am Artists Space in New York ausgestellt.
In Verbindung mit diesem Rückblick produzierte der Kurator Mark Bessire den Katalog „William Pope.L: Friendliest Black Artist in America“.
Im Jahre 2002 erhielt Pope.L einen Zuschuss von der Foundation for Contemporary Arts. Im Jahre 2004 wurde er ein Guggenheim Fellow. Im Jahre 2005 reiste er mit „The Black Factory“ (Die schwarze Fabrik), einer Kunstinstallation auf Rädern, von Maine nach Missouri, als Teil der The Interventionists Show, die vom Massachusetts Museum of Contemporary Art (Mass MOCA) organisiert wurde. Dabei baute The Factory in den Städten jeweils ihren interaktiven Workshop auf der Straße auf und die Leute brachten Objekte, die für sie Schwärze repräsentierten, dorthin. Die „Arbeiter“ benutzten dann diese Objekte, um damit Sketche aufzuführen und zu Gesprächen anzuregen: ein Strom von Ideen, Bildern und Erfahrungen. Die meisten Objekte wurden fotografiert und damit zu einem Teil der virtuellen Bibliothek der Fabrik, andere kamen für spätere Verwendung ins Factory-Archiv und manche wurden auch zerkleinert, um im Souvenirladen der Factory neue Produkte zur Verfügung zu stellen.
Im Jahre 2006 wurde er als einer der Stipendiaten der United States Artists ausgewählt, wofür er mit einem Zuschuss von 50.000 US-Dollar ausgezeichnet wurde.
Er beteiligte sich an der Seite von anderen darstellenden Künstlern wie Sean Penn, Willem Dafoe, Brad Pitt, Steve Buscemi und Juliette Binoche bei Robert Wilsons LAB HD Porträts. Im Jahre 2008 wurde Pope.Ls Stück „One Substance, Eight Supports, One Situation“ zur Teilnahme an der Gruppenausstellung „Black Is, Black Ain’t“ der Renaissance Society ausgewählt. 2017 nahm er an der documenta 14 teil.
Im Jahre 2010 wurde Pope.L als Fakultätsmitglied an die University of Chicago berufen.
Er starb am 23. Dezember 2023 im Alter von 68 Jahren.